# ConTeXt
ConTeXt — процессор документов общего назначения. Основные области его применения — создание структурированных документов, автоматическая генерация, многоязычный набор. Он основан на системе компьютерной вёрстки TeX и использует язык разметки для описания документов. ConTeXt обладает обширными типографскими возможностями, включая интерфейс для поддержки микротипографики, поддержку различных классов сносок, шрифтов OpenType и т. д. Также он включает поддержку цветов, фонов, гиперссылок, презентаций. Он предоставляет обширные возможности управления форматированием и создания новых стилей без необходимости изучать низкоуровневый язык TeX.

### Документация
- "ConTeXt, An Excursion". 1999 (pdf). (англ.)
- "ConTeXt, the Manual". 2001 (pdf). (англ.) Официальное руководство по ConTeXt